# 夢麻呂
夢麻呂（ゆめまろ、1964年〈昭和39年〉6月29日 - ）は、日本の俳優、脚本家、演出家。岡山県出身。身長165cm。血液型はO型。

## プロフィール
趣味は映画鑑賞、ビデオ鑑賞、似顔絵描き。特技は野球、ウエイクボード、インラインスケート。2011年第1回神保町演劇フェスティバルにて主演男優賞を受賞。エンターテイメント劇団YANKEE STADIUM 20XXの座長。

## 人物・来歴
- 大学卒業後、浅井企画に所属し、バラエティー番組の前説を経て、役者としても1994年の月9ドラマ『上を向いて歩こう!』（フジテレビ）に出演するようになる。
- 1990年、エンターテイメント集団『ヤンキースタジアム』を旗揚げ。
- 1997年、浅井企画を退社。
- 1998年、”office Going to Nuts”を設立。
- 2000年、劇団の名前を『YANKEE STADIUM 20XX』に改名。
- 2008年7月19日付『山陽新聞』に写真付きで紹介記事が掲載される。
- 2008年12月19日「夢麻呂トークライブVol.1しゃべりまくるぜ90分〜夢麻呂父ちゃんの子育て日記〜」を行う。
- 2009年1月4日19:00〜21:54『平成教育委員会2009モ〜勉強スペシャル』内の特別授業にて「科学戦隊・実験ジャー」として出演。
- 2009年4月1日〜4月14日　園田英樹脚本・演出カラフル企画第1回公演「いいだせなくて」に松本梨香らとともに出演。
- 2009年9月16日「夢麻呂トークライブ第2弾「しゃべりまくるぜ90分」〜夢麻呂生い立ち話〜」を行う。
- 2010年4月18日「夢麻呂トークライブ第3弾「しゃべりまくるぜ90分」〜北の国から 2002遺言を語り尽くす〜」を行う。
- 2010年11月「夢麻呂トークライブ第4弾「しゃべりまくるぜ90分」〜3年B組金八先生を語り尽くす〜」を行う。
- 2010年2月「第1回神保町演劇フェスティバル」において喫茶ゴッドキープタウン〜3人の作者が描くおかしな3つの物語〜を公演し、主演男優賞を受賞。
- 2011年4月17日 チャリティー公演「夢麻呂トークライブ第5弾「しゃべりまくるぜ90分」〜ストリート・オブ・ファイヤーを語り尽くす〜」を行う。

## 特徴
- YANKEE STADIUM 20XXの劇団座長。
- ドラマ、バラエティー、ラジオ、映画、CM、イベント、MC等全てのジャンルをこなす未完の大器（本人談）。
- 舞台での1人コント、アドリブは客を沸かし共演者を泣かす劇団一の爆笑男。公演時間を延ばし、1人ほくそ笑むのが彼の趣味である。
- プライベートでは酒、草野球、妻、娘、甥っ子、姪っ子を愛する良きおじさんである。
- 『志村けんのだいじょうぶだぁ』で4代目ルーレットマンとしてレギュラー出演していた。
- 『志村けんのバカ殿様』では本名名義で家来役としてレギュラー出演していた。
- ウド鈴木の名付け親。
- 2008年に行った「夢麻呂トークライブVol.1しゃべりまくるぜ90分〜夢麻呂父ちゃんの子育て日記〜」では、ステージで90分どころか2時間以上も一人で喋り続けた。
- 2002年2月22日にYANKEE STADIUM 20XXに出演していたダンサーの渋谷洋子と入籍。
- 2008年4月9日午後10時7分に愛娘が誕生する。
- 2009年トークライブ第2弾では自分のガキ大将、いたずら小僧っぷりの生い立ち話を話した。
- 2010年トークライブ第3弾では昔から好きで見ている北の国からシリーズの「北の国から2002〜遺言〜」について心置きなく喋り続け、持ちネタでもある黒板五郎の物真似も披露した。
- 2010年11月トークライブ第4弾では3年B組金八先生の初期のテレビシリーズを語り、出演者の役名（生徒含む）全てを交えて話すなど相当な記憶力をアピールしていた。
- 2011年4月トークライブ第5弾ではストリート・オブ・ファイヤーのそれぞれの役を演じながら語った。
- トークライブ第5弾では全5回の中で唯一90分で終わったのだが（他は全て2時間越え）、観客から他の映画は何が好きかと問われ「小さな恋のメロディ」を紹介し、結局2時間となった。
- トークライブ第5弾は東日本大震災の発生を受けチャリティー公演として、入場料金全額を日本赤十字社に寄付した。理由は本人曰く、よくある「募金の一部を寄付します」というのが「一部以外の募金」が使途不明に感じ抵抗があり嫌だったからとのことである。
- ANZEN漫才の二人とデビュー前から知り合いで、ウド鈴木を紹介し浅井企画に入るきっかけを作っている。